# Paco Rabanne

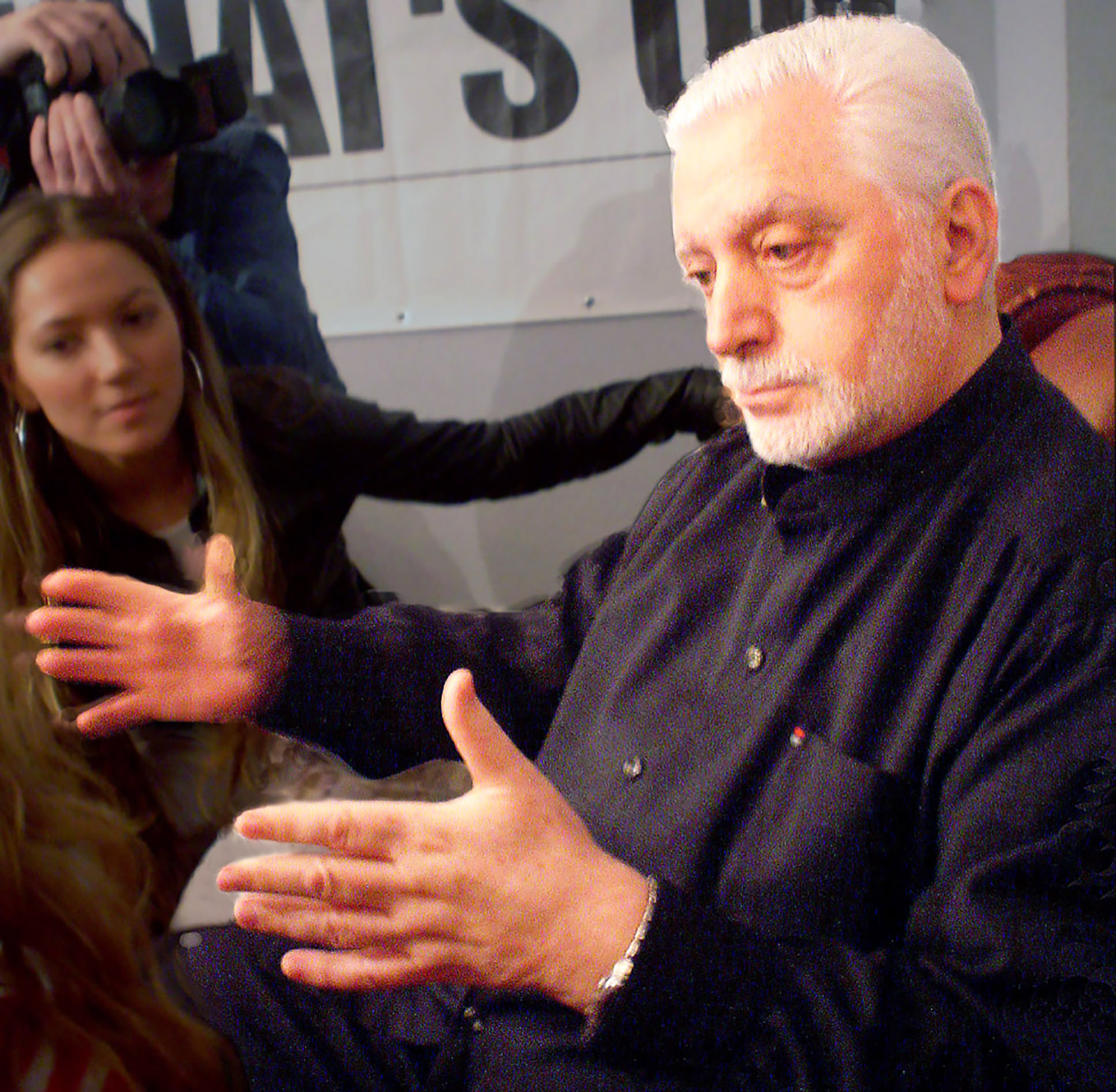
Paco Rabanne (2006)

Paco Rabanne (* 18. Februar 1934 als Francisco Rabaneda y Cuervo in Pasaia; † 3. Februar 2023 in Portsall, Frankreich) war ein spanischer Modeschöpfer, Parfümeur und Designer. Die von ihm 1965 in Paris gegründete und für futuristische Entwürfe bekannte Modemarke Rabanne (bis 2023 Paco Rabanne) existiert bis heute und gehört seit 1987 dem spanischen Kosmetikkonzern Puig, mit dem Rabanne 1969 zunächst eine Zusammenarbeit über Parfüm begonnen hatte.

## Leben und Unternehmensgeschichte
Rabanne verbrachte seine Kindheit im Baskenland während des Spanischen Bürgerkrieges. Seine Mutter war „erste Schneiderin“ (Première Main) bei Balenciaga, einem renommierten spanischen Bekleidungsgeschäft, was einen grundlegenden Impuls für die Berufswahl des Jungen gab. 1939 floh sie mit ihrem Sohn nach Paris. 
Der von Kindheit an vom Futurismus, Konstruktivismus und Science-Fiction begeisterte Rabanne studierte dort ab 1952 zwölf Jahre lang Architektur und fertigte nebenbei Modeskizzen für Pariser Modehäuser wie den Schuhhersteller Charles Jourdan an. Auf dem Gebiet der Kunst interessierte er sich für den Dadaismus und die Performancekunst des Mouvement Panique. Nach seinem Studium arbeitete Rabanne freiberuflich unter anderem als Modezeichner für Cardin, Givenchy und Courrèges, wo er Handtaschen, Gürtel, Schmuck, futuristische Accessoires und erste eigene Kollektionen entwarf. 

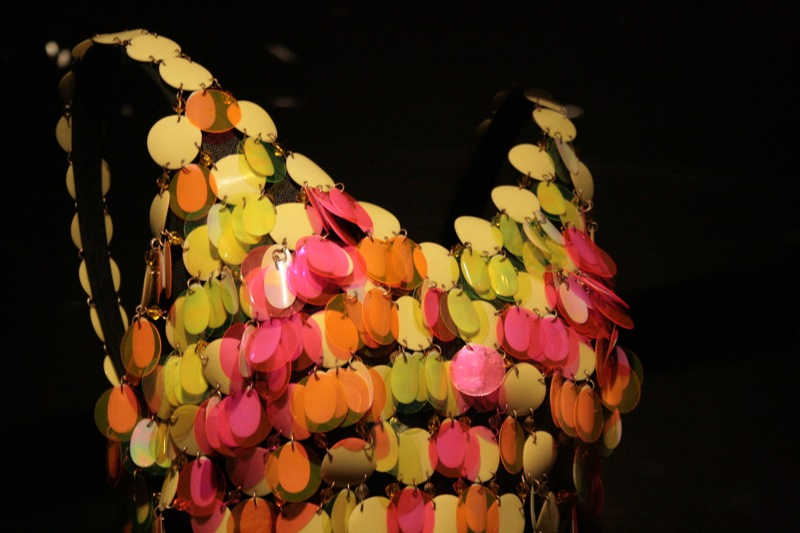
Detail eines Badeanzugs von Paco Rabanne aus Kunststoff und Metall, 1967

Im Jahr 1965 verwendete er erstmals den transparenten Kunststoff Rhodoïd, um daraus Modeschmuck in Zusammenarbeit mit damals in Paris bekannten Stylisten zu entwerfen. Noch im selben Jahr eröffnete er sein eigenes Mode-Atelier in der Pariser Rue de Caire. Im Februar 1966 präsentierte er seine erste Haute-Couture-Kollektion mit futuristischen Modellen im Pariser Hôtel George V. Diese Manifesto-Kollektion mit dem Titel 12 robes importables en matériaux contemporains („12 untragbare Kleider aus zeitgenössischen Materialien“) bestand vornehmlich aus knappen Kleidern, die aus unzähligen metallisch schimmernden Rhodoïd-Pailletten gefertigt waren. Der internationale Durchbruch gelang Rabanne 1968 mit der Kostümgestaltung für den Film Barbarella, bei dem er unter anderem den hautengen Catsuit für die Hauptdarstellerin Jane Fonda entwarf.

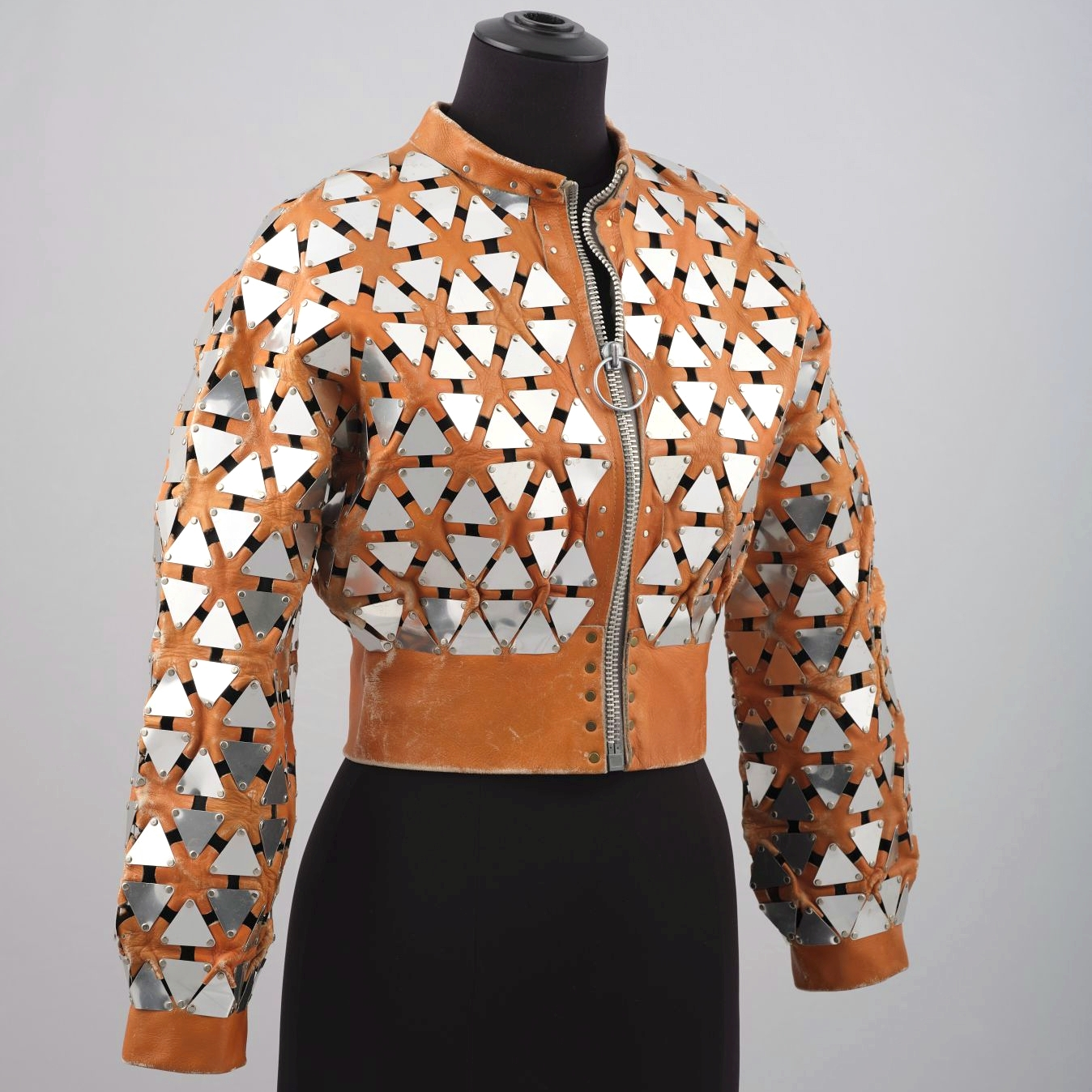
Blouson von Paco Rabanne, 1967–1968

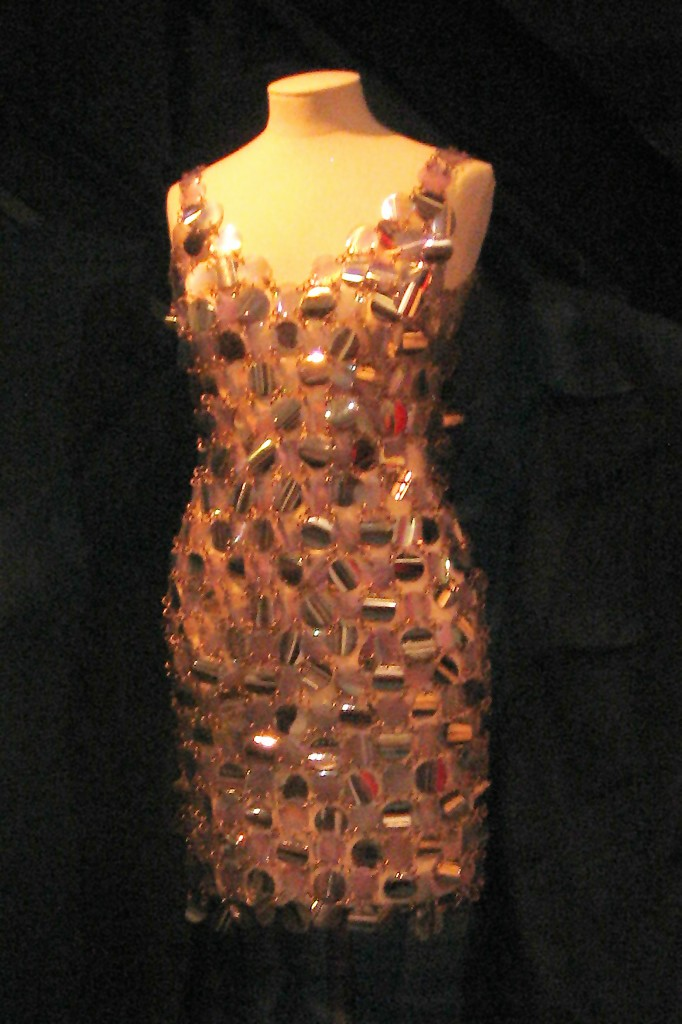
Kleid von Paco Rabanne, 1967

Paco Rabanne gilt bis heute neben Courrèges oder Yves Saint Laurent als stilprägend für die Mode der 1960er. Er entwickelte in dieser Zeit seine innovativsten Ideen, die sämtliche Konventionen sprengten. Stets von industriellen Themen (z. B. aus der Raumfahrt) inspiriert, verblüffte er mit extravaganten und Aufsehen erregenden Modellen. Er verwendete stets für Bekleidung ungewöhnliche Materialien in seinen Kollektionen. Er gilt als der „Klempner“ der Modebranche, weil er gern auf Metallteile, Aluminium, Plastik und Glasfasern zurückgriff, die mit Draht, Zange und Lötkolben aneinandergefügt wurden („moulded dresses“). Berühmt sind seine „Kettenhemden“, die aus unzähligen Ringen, Scheiben und Metallobjekten bestehen. Von Coco Chanel erhielt er daher den Spitznamen Métallurgiste („Metallarbeiter“).
Teilweise verwendete er auch Pappe, Papier oder phosphoreszierende Pelze für seine Kostüme. Als er 1964 seine erste Kollektion entwarf, konnte er nicht verstehen, warum andere Designer bei ihren Modenschauen keine Musik einsetzten. „Ich liebte Musik von den Rolling Stones oder den Beatles und ich konnte nicht glauben, dass die Designer ihre Entwürfe in absoluter Stille vorführten. Also ließ ich bei meinen Shows Musik laufen.“
1969 ging Rabanne mit dem spanischen Kosmetikkonzern Puig eine Zusammenarbeit über Parfüms ein und lancierte den von dem Parfümeur Michael Hy kreierten Damenduft Calandre (Kühlergrill), der in leichter Abwandlung bis heute erhältlich ist. Es folgte 1973 der erste Herrenduft Paco Rabanne pour Homme. Bis in die 1990er Jahre erschienen eine Handvoll kommerziell erfolgreicher Rabanne-Düfte wie Métal (1979), La Nuit (1985), Sport (1986) oder Ténéré (1988), bis schließlich 1993/1994 der Verkaufsschlager XS, jeweils für Damen und Herren, auf den Markt kam, der danach zahlreich variiert wurde. Seither sind weitere Parfüms unter dem Namen Paco Rabanne erschienen, etwa Ultraviolet (ab 1999), Ultrared (2008), 1 Million (2008), Lady Million (2010), Invictus (2013) oder Olympéa (2015).
1976 erweiterte Rabanne sein Sortiment um Herrenmode. Ab 1990 kam eine Prêt-à-porter-Kollektion für Damen hinzu. Ab Mitte der 1970er neigte Rabanne dazu, seine eigenen Arbeiten immer wieder zu reproduzieren und zu persiflieren; neue Einfälle blieben aus, und er verlor an Bedeutung im Modegeschäft. 1987 kaufte Puig das gesamte Unternehmen Paco Rabanne inklusive der Parfüm- und Modesparte auf. Ab 1999 begann Rabanne schrittweise den persönlichen Rückzug aus seinem Unternehmen. Die Haute-Couture-Sparte des Modehauses wurde 1999 aufgegeben. 2002 wurde Rabanne von Puig für die Prêt-à-porter-Kollektionen die Designerin Rosemary Rodríguez an die Seite gestellt, mit der er bis 2004 am Ende der Pariser Modenschauen auf dem Laufsteg zum Schlussapplaus erschien. 2005 wurde der amerikanische Designer Patrick Robinson eingestellt.
2006 legte Puig sämtliche Rabanne-Modekollektionen vorübergehend auf Eis. Erst 2011 wurde die Rabanne-Damenmode mit dem britisch-indischen Designer Manish Arora neu aufgelegt. Auf Arora folgte im Sommer 2012 die deutsch-kolumbianische Modeschöpferin Lydia Maurer als Chefdesignerin. 
Mitte 2013 wurde der Belgier und ehemalige Balenciaga-Designer Julien Dossena zum Kreativdirektor der Damenmode bei Paco Rabanne ernannt. Dossenas Entwürfe wurden in der Folge von den Modekritikern gelobt. Die Ateliers befinden sich in Paris über dem Flagshipstore von Nina Ricci, einem weiteren Puig-Modeunternehmen, auf der Avenue Montaigne. Im Januar 2016 wurde seit der Schließung der übrigen Paco-Rabanne-Boutiquen über zehn Jahre zuvor ein neues Ladengeschäft in der Pariser Rue Cambon eröffnet. Die Damenmode des Hauses wird bei den offiziellen Prêt-à-porter-Modenschauen der Paris Fashion Week präsentiert.
Rabanne selbst zog sich als Modedesigner zuletzt fast ganz aus seinem Unternehmen zurück und beschäftigte sich vornehmlich mit Esoterik. Unterschiedlichen Biografien zufolge soll er im Alter von sieben Jahren eine Vision gehabt haben, die ihm die Zukunft der Welt vorhergesagt haben soll. Unter anderem kündete er für 1999 den Absturz der sowjetischen Raumstation Mir auf Paris und die „Rettung der Gerechten“ an und prophezeite das Nahen eines von Harmonie gekennzeichneten Wassermannzeitalters.
Paco Rabanne starb im Februar 2023 im Alter von 88 Jahren in der bretonischen Gemeinde Portsall, wo er zuletzt gelebt hatte.